# Tercer Gobierno de Stalin
El Tercer Gobierno de Stalin fue el gabinete de la Unión Soviética establecido en 1950 con Iósif Stalin como jefe de Gobierno, desempeñándose como presidente del Consejo de Ministros. Si bien estuvo vigente hasta el 5 de marzo de 1953, con la muerte de Stalin, la composición del gabinete permaneció hasta el 15 de marzo, cuando lo sucedió Gueorgui Malenkov como presidente del Consejo de Ministros.

## Composición
| Ministro                                   | Titular                             | Partido |
| ------------------------------------------ | ----------------------------------- | ------- |
| Presidente                                 | Iósif Stalin                        | PCU (b) |
| Primer Vicepresidente                      | Viacheslav Mólotov                  | PCU (b) |
| Primer Vicepresidente                      | Nikolái Bulganin                    | PCU (b) |
| Vicepresidentes                            | Lavrenti Beria                      | PCU (b) |
| Vicepresidentes                            | Andréi Andréyev                     | PCU (b) |
| Vicepresidentes                            | Nikolái Bulganin (1950)             | PCU (b) |
| Vicepresidentes                            | Kliment Voroshílov                  | PCU (b) |
| Vicepresidentes                            | Aleksándr Efremov (1950-1951)       | PCU (b) |
| Vicepresidentes                            | Alekséi Kosyguin                    | PCU (b) |
| Vicepresidentes                            | Gueorgui Malenkov                   | PCU (b) |
| Vicepresidentes                            | Anastás Mikoyán                     | PCU (b) |
| Vicepresidentes                            | Máksim Saburov                      | PCU (b) |
| Vicepresidentes                            | Iván Tevosián                       | PCU (b) |
| Vicepresidentes                            | Mijaíl Pervujin                     | PCU (b) |
| Vicepresidentes                            | Panteleimón Ponomarenko (1952-1953) | PCU (b) |
| Administrador de Asuntos                   | Mijaíl Pomaznev                     | PCU (b) |
| Asuntos Exteriores                         | Andréi Vyshinski                    | PCU (b) |
| Fuerzas Armadas                            | Aleksándr Vasilievski               | PCU (b) |
| Marina                                     | Ivan Yumáshev (1950-1951)           | PCU (b) |
| Marina                                     | Nikolái Kuznetsov (1951-1953)       | PCU (b) |
| Defensa                                    | Nikolái Bulganin                    | PCU (b) |
| Comercio Exterior                          | Mijaíl Ménshikov (1950-1951)        | PCU (b) |
| Comercio Exterior                          | Pável Kumykin (1951-1953)           | PCU (b) |
| Comercio                                   | Basilio Zhavoronkov                 | PCU (b) |
| Ferrocarriles                              | Boris Beshev                        | PCU (b) |
| Información                                | Nikolái Psurtsev                    | PCU (b) |
| Industria Forestal y de Papel              | Gueorgui Orlov (1950-1951)          | PCU (b) |
| Industria Forestal y de Papel              | Iván Emeliánovich (1951-1953)       | PCU (b) |
| Industria Ligera                           | Alekséi Kosyguin                    | PCU (b) |
| Industria Cárnica y Láctea                 | Iván Kuzminij                       | PCU (b) |
| Bienes de Consumo Amplio                   | Alekséi Kosyguin                    | PCU (b) |
| Industria Aeronáutica                      | Mijaíl Jrunichev                    | PCU (b) |
| Industria Automotriz                       | Iván Jlamov                         | PCU (b) |
| Industria Naval                            | Viacheslav Malishev (1950-1952)     | PCU (b) |
| Industria Naval                            | Iván Nosenko (1952-1953)            | PCU (b) |
| Armamento                                  | Dmitri Ustínov                      | PCU (b) |
| Ingeniería Eléctrica Agrícola              | Piótr Goremykin (1950-1951)         | PCU (b) |
| Ingeniería Eléctrica Agrícola              | Gueorgui Popov (1951)               | PCU (b) |
| Ingeniería Eléctrica Agrícola              | Serguéi Stepánov (1951-1953)        | PCU (b) |
| Industria de Construcción de Obras Pesadas | Nikolái Kazakov                     | PCU (b) |
| Industria Automotriz y de Tractores        | Stepán Akopov (1950)                | PCU (b) |
| Industria Automotriz y de Tractores        | Grigori Xlámov (1950-1953)          | PCU (b) |
| Mecánica y Herramientas                    | Piótr Parshin                       | PCU (b) |
| Industria Metalúrgica                      | Iván Tevosián                       | PCU (b) |
| Metalurgia Ferrosa                         | Iván Tevosián                       | PCU (b) |
| Metalurgia No Ferrosa                      | Piótr Lomako                        | PCU (b) |
| Industria de Petróleo                      | Nikolái Baibakov                    | PCU (b) |
| Industria de Carbón                        | Aleksándr Zasyadko                  | PCU (b) |
| Industria Eléctrica                        | Iván Kábanov (1950-1951)            | PCU (b) |
| Industria Eléctrica                        | Dmitri Yéfremov (1951-1953)         | PCU (b) |
| Energía                                    | Dmitri Zhimerin                     | PCU (b) |
| Industria Química                          | Serguéi Tijomírov                   | PCU (b) |
| Industria de Materiales de Construcción    | Simón Ginzburg (1950)               | PCU (b) |
| Industria de Materiales de Construcción    | Pável Yudin (1950-1953)             | PCU (b) |
| Ingeniería de Transporte                   | Yuri Máksarev                       | PCU (b) |
| Construcción e Ingeniería Mecánica         | Semión Fomin                        | PCU (b) |
| Finanzas                                   | Arseni Zvérev                       | PCU (b) |
| Asuntos Rurales                            | Iván Benediktov                     | PCU (b) |
| Granjas Estatales                          | Nikolái Skvortsov                   | PCU (b) |
| Algodón                                    | Usman Yusúpov                       | PCU (b) |
| Transporte Marítimo                        | Nikolái Novikov                     | PCU (b) |
| Transporte Fluvial                         | Zosima Shashkoff                    | PCU (b) |
| Asuntos Internos                           | Serguéi Kruglov                     | PCU (b) |
| Salud                                      | Éfim Smirnov (1950-1952)            | PCU (b) |
| Salud                                      | Aleksándr Shabanov (1952-1953)      | PCU (b) |
| Salud                                      | Andréi Treitakov (1953)             | PCU (b) |
| Justicia                                   | Konstantín Gorshenin                | PCU (b) |
| Abastecimiento de Alimentos                | Boris Dvinski (1950)                | PCU (b) |
| Abastecimiento de Alimentos                | Panteleimón Ponomarenko (1951-1952) | PCU (b) |
| Abastecimiento de Alimentos                | Nikolái Ignatov (1952-1953)         | PCU (b) |
| Industria Pesquera                         | Konstantín Rusakov (1950-1952)      | PCU (b) |
| Industria Pesquera                         | Dmitri Pávlov (1952-1953)           | PCU (b) |
| Industria Cárnica y Láctea                 | Iván Kuzminij                       | PCU (b) |
| Seguridad Estatal                          | Víktor Abakúmov (1950-1951)         | PCU (b) |
| Seguridad Estatal                          | Semión Ignátiev (1951-1953)         | PCU (b) |
| Ingeniería de Construcción                 | Nikolái Dygái                       | PCU (b) |
| Control del Estado                         | Lev Mejlis (1950)                   | PCU (b) |
| Control del Estado                         | Víktor Abakúmov (1950-1953)         | PCU (b) |
| Educación Superior                         | Serguéi Kaftánov (1950-1951)        | PCU (b) |
| Educación Superior                         | Vsévolod Stoletov (1951-1953)       | PCU (b) |
| Comité Estatal de Cinematografía           | Iván Bolshakov                      | PCU (b) |
| Trabajo y Empleo                           | Vasili Pronin                       | PCU (b) |
| Industria de Equipos de Comunicación       | Alekseenko Gennady                  | PCU (b) |
| Transporte por Carretera                   | Aleksándr Kurshev                   | PCU (b) |
| Ferrocarriles                              | Boris Beshev                        | PCU (b) |
| Geología                                   | Piótr Zájarov                       | PCU (b) |
| Desarrollo Urbano                          | Gueorgui Popov                      | PCU (b) |
| Presidente del Gosbank                     | Vasili Popov                        | PCU (b) |
| Comité Estatal de Planificación            | Máksim Saburov                      | PCU (b) |

- Datos: Q111175111